# Primera Regional de Aragón

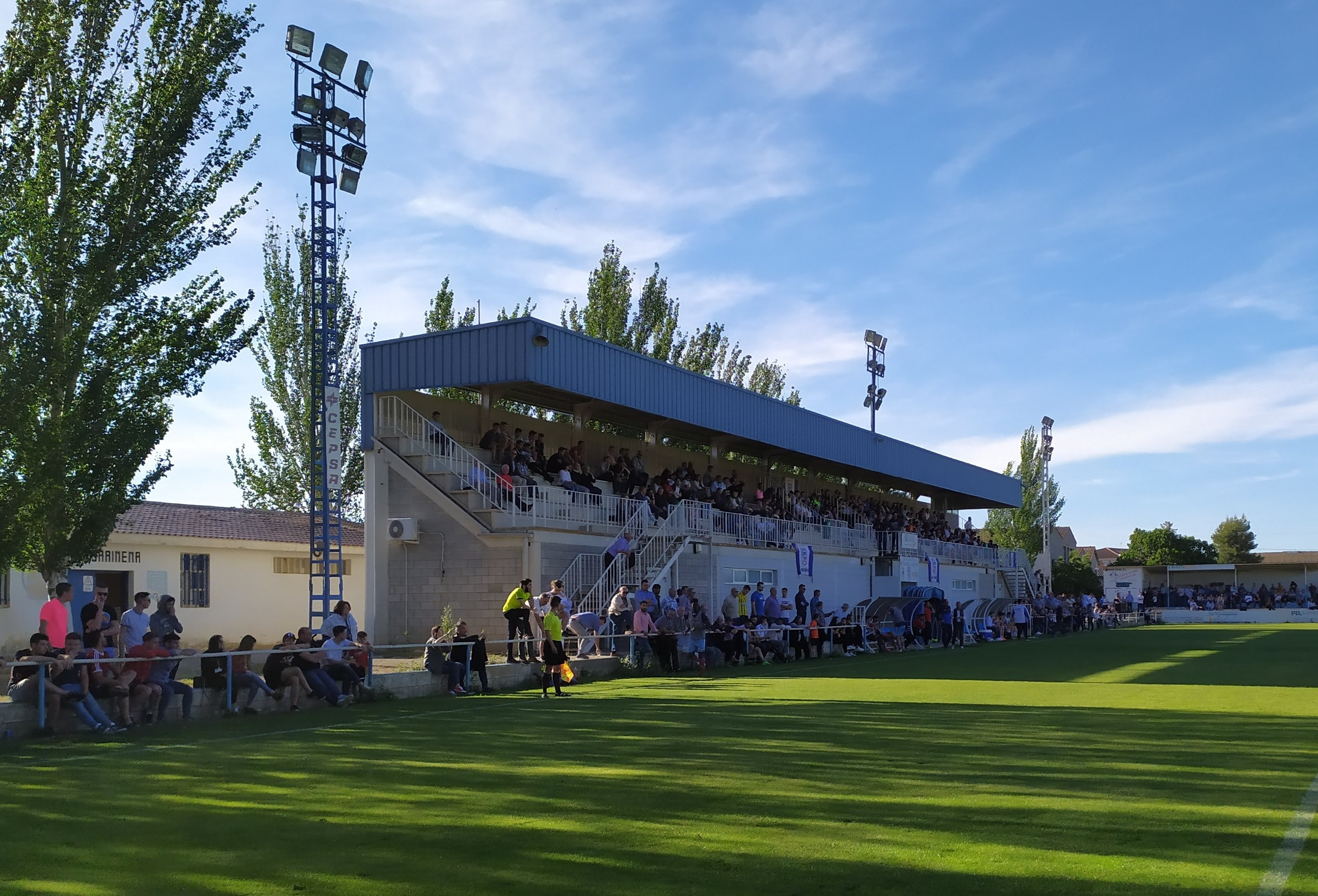
El Carmen será campo de Primera Regional, como terreno de juego del C. D. Sariñena.

La Primera Regional de Aragón es la segunda categoría de fútbol regional masculino en Aragón, organizada por la Real Federación Aragonesa de Fútbol.  Está compuesta por cuatro grupos, con un total de 69 equipos participantes actualmente. Al finalizar la temporada ascienden a Regional Preferente de Aragón los primeros clasificados y descienden a Segunda Regional de Aragón los últimos en la tabla.

## Historia
La categoría, al igual que la Segunda Regional de Aragón y la Tercera Regional de Aragón, nació en 1940, y junto con ellas son las más antiguas del fútbol regional aragonés masculino. Se trataba de la máxima categoría de dicho deporte en la región, ascendiendo directamente los primeros clasificados a la Tercera División de España hasta 1968, año en que se creó la Regional Preferente de Aragón, nueva categoría superior e intemedia entre la Primera Regional y las divisiones nacionales.
Cronología
| - De 1940 a 1968: - Primera Regional de Aragón - Segunda Regional de Aragón - Tercera Regional de Aragón - De 1968 a 1972: - Regional Preferente de Aragón - Primera Regional de Aragón - Segunda Regional de Aragón - Tercera Regional de Aragón - De 1972 a 1977: - Regional Preferente de Aragón - Primera Regional de Aragón - Segunda Regional Preferente de Aragón - Segunda Regional de Aragón - Tercera Regional de Aragón - De 1977 a 1979: - Regional Preferente de Aragón - Primera Regional de Aragón - Segunda Regional de Aragón - Tercera Regional de Aragón - De 1979 a 1981: - Regional Preferente de Aragón - Primera Regional de Aragón - Segunda Regional de Aragón - Segunda Regional B de Aragón - Tercera Regional de Aragón | - De 1981 a 1985: - Regional Preferente de Aragón - Primera Regional de Aragón - Segunda Regional de Aragón - Segunda Regional B de Aragón - Tercera Regional de Aragón - Tercera Regional B de Aragón - De 1985 a 1986: - Regional Preferente de Aragón - Primera Regional de Aragón - Segunda Regional de Aragón - Segunda Regional B de Aragón - Tercera Regional de Aragón - De 1986 a 1990: - Regional Preferente de Aragón - Primera Regional de Aragón - Segunda Regional de Aragón - Tercera Regional de Aragón - De 1990 a la actualidad: - Regional Preferente de Aragón - Primera Regional de Aragón - Segunda Regional de Aragón - Segunda Regional B de Aragón - Tercera Regional de Aragón |

## Equipos de la temporada 2025-26

### Grupo I
| Equipo                       | Localidad            | Estadio                   |
| ---------------------------- | -------------------- | ------------------------- |
| C. D. Actur Pablo Iglesias   | Zaragoza             | Actur                     |
| C. D. Ajax de Juslibol       | Juslibol             | San Pantaleón             |
| C. F. Alfajarín              | Alfajarín            | San Miguel                |
| C. F. Atlético Escalerillas  | Zaragoza             | Parque Oliver             |
| C. D. Cuarte "B"             | Cuarte de Huerva     | Nuevo Municipal de Cuarte |
| C. D. Delicias               | Zaragoza             | Delicias                  |
| C. D. Giner Torrero          | Zaragoza             | Torrero                   |
| El Gancho C. F.              | Zaragoza             | Nuevo Ranillas            |
| C. D. Fleta                  | Zaragoza             | Nuevo Fleta               |
| C. D. Huracán                | María de Huerva      | La Dehesilla              |
| F. C. La Cartuja             | La Cartuja Baja      | Mariano Estrada           |
| C. D. Oliver                 | Zaragoza             | Nueva Camisera            |
| C. D. Pina                   | Pina de Ebro         | La Contienda              |
| Rozzano A. C.                | Zaragoza             | Actur                     |
| C. D. San Gregorio Arrabal   | Zaragoza             | La Azucarera              |
| C. D. San Mateo              | San Mateo de Gállego | Santa Engracia            |
| C. D. Unión La Jota Vadorrey | Zaragoza             | El Rabal                  |
| C. D. Zuera "B"              | Zuera                | José Guzmán               |

### Grupo II
| Equipo                    | Localidad             | Estadio                |
| ------------------------- | --------------------- | ---------------------- |
| Alcolea C. F.             | Alcolea de Cinca      | José Luis Torner       |
| C. D. Almunia de San Juan | Almunia de San Juan   | José Antonio Castanera |
| Atlético Albelda          | Albelda               | San Isidro             |
| Atlético Almudévar        | Almudévar             | Virgen de La Corona    |
| C. D. Belver              | Belver de Cinca       | El Choperal            |
| U. D. Biescas             | Biescas               | Fernando Escartín      |
| C. D. Binéfar "B"         | Binéfar               | Los Olmos              |
| C. F. Boltaña             | Boltaña               | Villaboya              |
| Deportivo Sobrarbe        | Aínsa                 | Municipal del Cinca    |
| C. D. Esplús              | Esplús                | Germán Raluy           |
| U. D. Fraga "B"           | Fraga                 | La Estacada            |
| C. F. Jacetano            | Jaca                  | Oroel                  |
| C. F. Lalueza             | Lalueza               | Tito Peralta           |
| C. D. Mequinenza          | Mequinenza            | Las Rías               |
| Peña Fragatina            | Fraga                 | La Estacada            |
| C. D. Robres "B"          | Robres                | San Blas               |
| C. D. Sariñena            | Sariñena              | El Carmen              |
| C. D. Valfonda            | Valfonda de Santa Ana | Santa Ana              |

### Grupo III
| Equipo                | Localidad                 | Estadio        |
| --------------------- | ------------------------- | -------------- |
| U. D. Ariza           | Ariza                     | Celso Conchero |
| C. D. Ateca           | Ateca                     | San Blas       |
| C. F. Boquiñeni       | Boquiñeni                 | La Martizuela  |
| S. D. Borja "B"       | Borja                     | Manuel Meler   |
| C. D. Calatorao       | Calatorao                 | El Romeral     |
| C. D. El Bayo         | El Bayo                   | San Rafael     |
| C. F. Épila "B"       | Épila                     | La Huerta      |
| Gotor F. C.           | Gotor                     | El Convento    |
| C. D. La Almunia "B"  | La Almunia de Doña Godina | Tenerías       |
| C. D. Morés           | Morés                     | San Félix      |
| C. D. Novallas        | Novallas                  | Santo Domingo  |
| S. D. Ólvega          | Ólvega                    | El Moral       |
| C. D. Remolinos       | Remolinos                 | San Antonio    |
| C. D. Ricla           | Ricla                     | Luis Gil Val   |
| A. D. Rivas           | Rivas                     | San Victorián  |
| C. D. Tauste          | Tauste                    | Las Rozas      |
| C. D. Torres          | Torres de Berrellén       | El Castellar   |
| C. F. Villa de Alagón | Alagón                    | La Portalada   |

### Grupo IV
| Equipo                  | Localidad             | Estadio                |
| ----------------------- | --------------------- | ---------------------- |
| Alcañiz C. F. "B"       | Alcañiz               | Santa María            |
| C. D. Alcorisa          | Alcorisa              | José Roca              |
| C. D. Calaceite         | Calaceite             | Municipal de Calaceite |
| C. D. Calanda           | Calanda               | Manuel Cros            |
| C. D. Caspe "B"         | Caspe                 | Los Rosales            |
| C. F. Chiprana          | Chiprana              | La Balsa               |
| Híjar F. C.             | Híjar                 | La Val                 |
| C. D. Maella            | Maella                | San José               |
| Polideportivo Montalbán | Montalbán             | El Toril               |
| C. F. Samper de Calanda | Samper de Calanda     | El Calvario            |
| Sportin Alcañiz C. F.   | Alcañiz               | Santa María            |
| C. F. Torrecilla        | Torrecilla de Alcañiz | San Miguel             |
| C. D. Utrillas "B"      | Utrillas              | La Vega                |
| C. F. Valdealgorfa      | Valdealgorfa          | Las Fuentes            |
| F. C. Televox           | Teruel                | Luis Milla             |

## Palmarés

### Por temporada
Formato de cuatro grupos
| Temporada | Campeón                    |
| --------- | -------------------------- |
| 2013-14   | Villanueva C. F. "B"       |
| 2014-15   | C. D. San Gregorio Arrabal |
| 2015-16   | C. D. Valdefierro          |
| 2016-17   | C. D. San Gregorio Arrabal |
| 2017-18   | C. D. San Fernando         |
| 2018-19   | C. D. Delicias             |
| 2019-20   | R. S. D. Santa Isabel      |

| Temporada | Campeón              |
| --------- | -------------------- |
| 2013-14   | C. D. Peñas Oscenses |
| 2014-15   | Alcolea C. F.        |
| 2015-16   | U. D. San Lorenzo    |
| 2016-17   | A. D. Tardienta      |
| 2017-18   | C. D. Altorricón     |
| 2018-19   | C. D. Peñas Oscenses |
| 2019-20   | E. F. Huesca Siétamo |

| Temporada | Campeón               |
| --------- | --------------------- |
| 2013-14   | C. F. Épila           |
| 2014-15   | C. D. Gallur          |
| 2015-16   | C. D. Sadabense       |
| 2016-17   | A. D. Magallón        |
| 2017-18   | C. F. Santa Anastasia |
| 2018-19   | C. D. Morata          |
| 2019-20   | C. D. Morés           |

| Temporada | Campeón        |
| --------- | -------------- |
| 2013-14   | C. D. Calanda  |
| 2014-15   | C. D. Quinto   |
| 2015-16   | C. D. Alcorisa |
| 2016-17   | Alcañiz C.F.   |
| 2017-18   | C. D. Quinto   |
| 2018-19   | C. D. Alcorisa |
| 2019-20   | C. D. Maella   |

Formato de siete grupos
| Temporada | Campeón        |
| --------- | -------------- |
| 2020-21   | El Gancho C. F |

| Temporada | Campeón                |
| --------- | ---------------------- |
| 2020-21   | C. D. Ajax de Juslibol |

| Temporada | Campeón                     |
| --------- | --------------------------- |
| 2020-21   | C. F. Atlético Escalerillas |

| Temporada | Campeón       |
| --------- | ------------- |
| 2020-21   | Alcolea C. F. |

| Temporada | Campeón      |
| --------- | ------------ |
| 2020-21   | C. D. Tauste |

| Temporada | Campeón           |
| --------- | ----------------- |
| 2020-21   | Atlético Cariñena |

| Temporada | Campeón       |
| --------- | ------------- |
| 2020-21   | C. D. Calanda |

Retorno al formato de cuatro grupos
| Temporada | Campeón           |
| --------- | ----------------- |
| 2021-22   | C. D. San Agustín |
| 2022-23   | Los Bancos F. C.  |
| 2023-24   | A. D. Alfindén    |
| 2024-25   |                   |

| Temporada | Campeón          |
| --------- | ---------------- |
| 2021-22   | C. F. Ontiñena   |
| 2022-23   | Atlético Binéfar |
| 2023-24   | F. B. Fraga      |
| 2024-25   |                  |

| Temporada | Campeón             |
| --------- | ------------------- |
| 2021-22   | C. D. Remolinos     |
| 2022-23   | Atlético Cariñena   |
| 2023-24   | Sporting Pradillano |
| 2024-25   |                     |

| Temporada | Campeón               |
| --------- | --------------------- |
| 2021-22   | Atlético Teruel C. F. |
| 2022-23   | Alcañiz C. F. "B"     |
| 2023-24   | Sportin Alcañiz       |
| 2024-25   |                       |